# 查塔姆圓尾鸌
新西蘭圓尾鸌（學名：Pterodroma axillaris）是一種中等大小的圓尾鸌。它們是新西蘭查塔姆群島的特有種，現已只限於東南島（South-East Island）218公頃的地方。

## 特徵
新西蘭圓尾鸌的頭部、背部及上翼都是呈灰色的，肩膀及上翼底的灰色較深，形成一個M字型。前額灰白雜色，上身呈白色。下翼白色，主羽端及邊緣較為深色。下翼基部有一道黑間。

## 繁殖
新西蘭圓尾鸌會在冠層築巢。鳥巢是以葉子築成的。雌鳥於12月至1月間會生一隻蛋。雛鳥於5月至6月間換羽。

## 保育狀況
新西蘭圓尾鸌的數量估計約有1000隻，現正處於瀕危。當人類殖民到查塔姆群島後，因受到捕獵、入侵物種的掠食和失去森林棲息地等威脅令它們只限於東南島。另外，它們也要與闊嘴鋸鸌爭奪築巢的地方。
於1980年代末，保育工作才正式展開。最初的焦點是在於確定新西蘭圓尾鸌的鳥巢及令繁殖率下降的原因。當發現它們的繁殖率是受到闊嘴鋸鸌的影響，便有措施推行以保護它們的鳥巢和雛鳥。於2005年至2006年，155已知的繁殖對當中，有83%的雛鳥成功換羽。雛鳥也有被移送到沒有掠食者的地方。

## 外部連結
- (PDF). Department of Conservation, Wellington, New Zealand. 2001  [2007-09-19]. （原始内容存档 (PDF)于2012-02-11）.